# Joan Barral i Pastor
Joan Barral i Pastor (Pego, Marina Alta 1871 - Paiporta, 1954) fou un advocat i polític valencià. Es llicencià en dret a la Universitat de València. Fou un dels representants del sector moderat del Partit d'Unió Republicana Autonomista (PURA), i juntament amb el cap del partit, Fèlix Azzati i Descalci, defensava autonomia d'acció respecte al Partit Republicà Radical dirigit per Alejandro Lerroux.
Fou elegit diputat a les Corts Espanyoles a les eleccions generals espanyoles de 1910 i fins i tot fou alcalde accidental de València el 1914. Posteriorment la seva importància va decaure, però continuà com a destacat membre del partit. Durant la Segona República Espanyola fou membre de la CEDA. En acabar la guerra civil espanyola, mercè les bones relacions que va mantenir el seu partit amb Joan March i Ordinas, fou nomenat, entre altres càrrecs, president del consell d'administració de Transmediterrània i president de la Unión Naval del Levante.